# Ernest H. Taves
Ernest Henry Taves (1 tháng 2 năm 1916 - 16 tháng 8 năm 2003) là một nhà tâm lý học và nhà hoài nghi UFO người Mỹ.
Taves chào đời ở Aberdeen, Idaho. Ông lấy bằng tiến sĩ tại Đại học Columbia và bằng y khoa của Trường Đại học Y New York.
Taves là một thành viên của Ủy ban Điều tra Hoài nghi. Ông là thành viên sáng lập của tiểu ban UFO của họ.
Taves được biết đến nhiều nhất với cuốn sách hoài nghi The UFO Enigma (1977), đồng tác giả với nhà vật lý thiên văn Donald H. Menzel. Cuốn sách lập luận rằng UFO là một hỗn hợp của những trò lừa bịp và giải thích sai các hiện tượng tự nhiên.

## Ấn phẩm
- The UFO Enigma: The Definitive Explanation of the UFO Phenomenon (1977) [viết chung với Donald H. Menzel]
- Trouble Enough: Joseph Smith and the Book of Mormon (1984)
- The is the Place: Brigham Young and the New Zion (1991)